# پل بیکر (بازیکن فوتبال)
پل بیکر (انگلیسی: Paul Baker؛ زادهٔ ۵ ژانویهٔ ۱۹۶۳) بازیکن فوتبال اهل بریتانیا است.
از باشگاه‌هایی که در آن بازی کرده‌است می‌توان به باشگاه فوتبال یورک سیتی، باشگاه فوتبال بلیث اسپارتانس، باشگاه فوتبال هارتل پول یونایتد، باشگاه فوتبال تورکی یونایتد، باشگاه فوتبال گیلینگام، باشگاه فوتبال اسکانتورپ یونایتد، باشگاه فوتبال ساوت‌همپتون، باشگاه فوتبال کارلایل یونایتد، باشگاه فوتبال بیشاپ اوکلند، و باشگاه فوتبال مادرول اشاره کرد.